# Sartai
Der Sartai-See liegt im Nordosten Litauens innerhalb der Rajongemeinden Rokiškis und Zarasai. Bei einer maximalen Länge von 14,8 km und einer Breite von 8,7 km verfügt er mit etwa 79 km über die längste Uferlinie eines litauischen Sees. Wichtigster Zufluss und einziger Abfluss ist die Šventoji (wörtlich: die Heilige), die im äußersten Süden bei Dusetos in den Sartai mündet und ihn in einem südwestlichen Seitenarm wieder verlässt. 

## Sartai Rennen
Der Glazialsee liegt auf einer Höhe von 99 m über dem Meeresspiegel in einem nach ihm benannten Regionalpark und war lange Zeit für die während der kalten Jahreszeit auf der gefrorenen Wasserfläche durchgeführten Pferderennen bekannt, deren Geschichte bis ins 19. Jahrhundert zurückreicht und die seit 1905 regelmäßig veranstaltet wurden.
Aus Sicherheitsgründen finden diese Rennen seit 1933 auf einer elliptischen, hippodromähnlichen Pferderennbahn am Seeufer gegenüber von Dusetos statt. Das jährlich Ende Januar/Anfang Februar organisierte Traberrennen ist seit Jahrzehnten Höhepunkt eines Wintervolksfestes mit über 50.000 Besuchern am südlichen Sartaiufer.

## Bilder

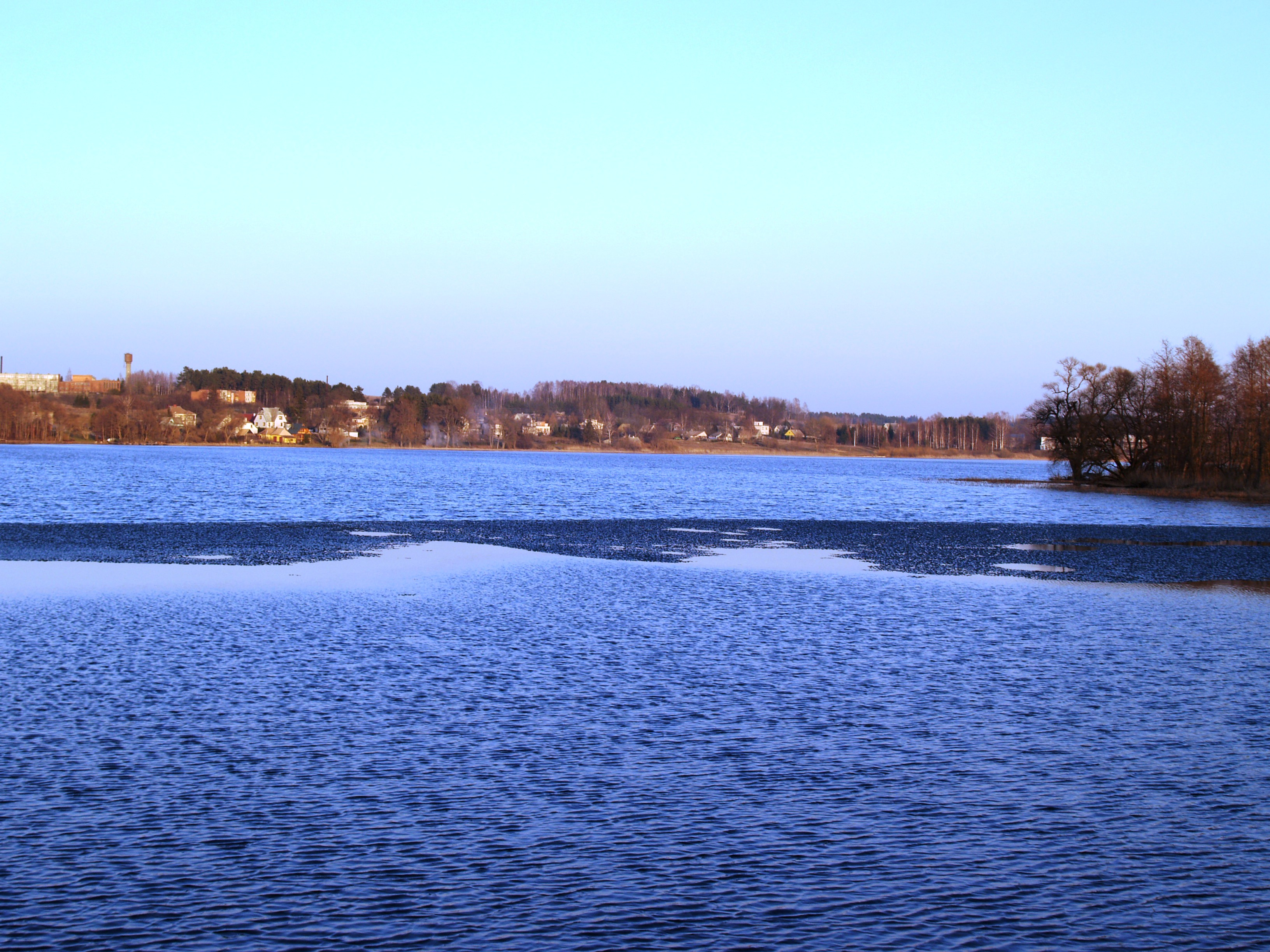
Siedlung über den Sartai-See hinweg gesehen
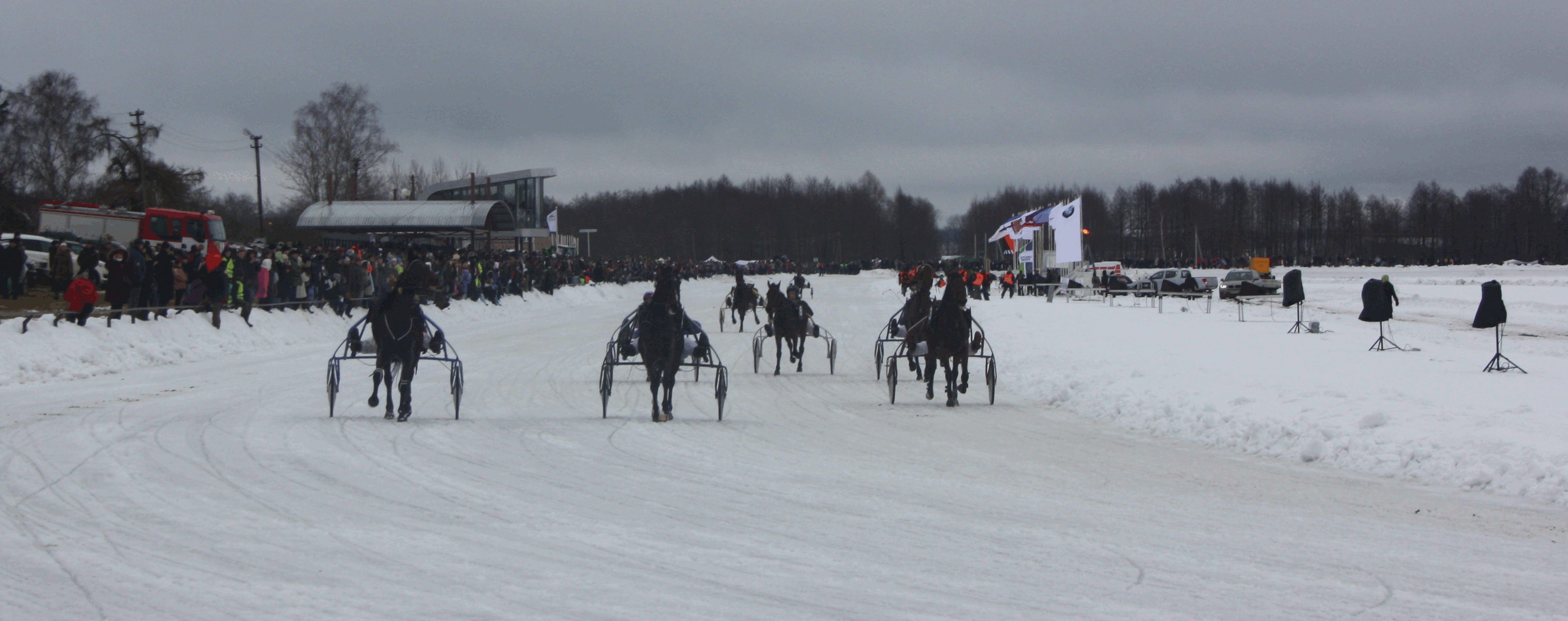
Traberrennen im Jahr 2011
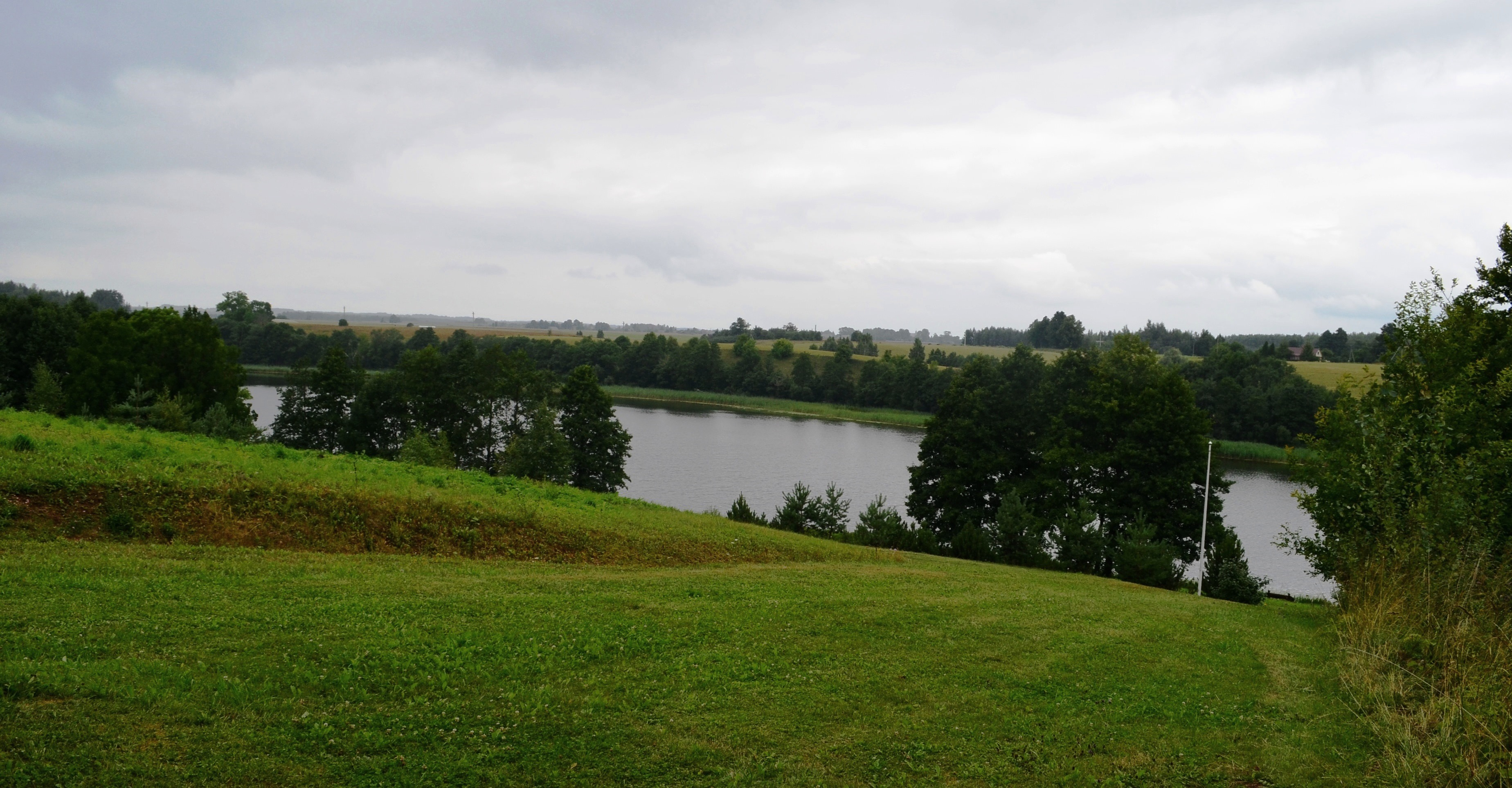
Sartaiufer bei Bobriškiu, Rokiškis, am nordwestlichen Seitenarm des Sees
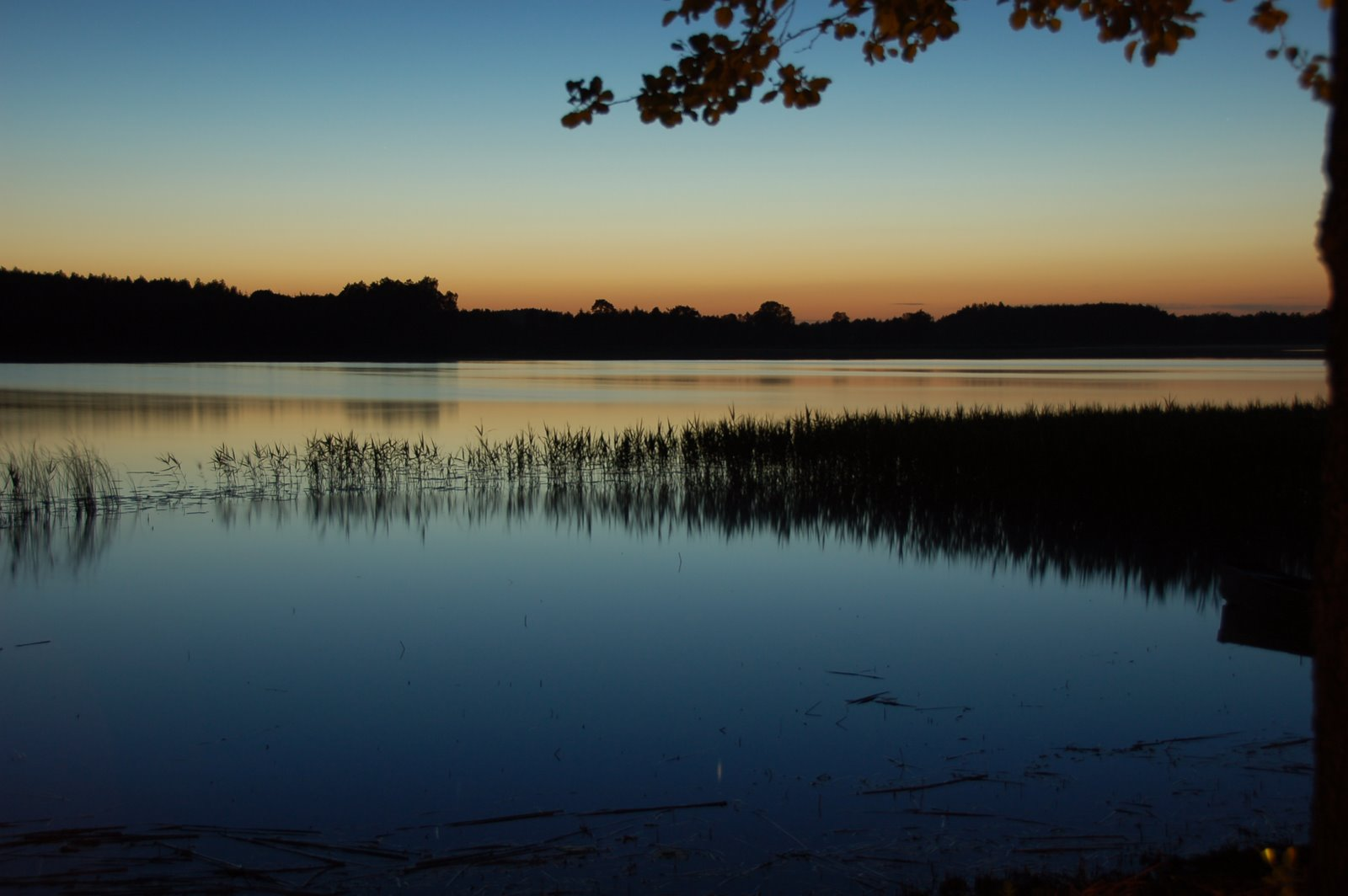
Der See am Abend